# Murat Daltaban
Murat Daltaban (teljes nevén Murat İsmail Rauf Daltaban (Ankara, 1966, október 16. –) török színész és színházigazgató. A színművészeti egyetemet Ankarában végezte. Először 1999-ben szerepelt filmben.

## Életpályája
Három éves bányamérnöki tanulmány után a Közel-keleti Műszaki Egyetemen tanulmányait a színház szakon folytatta az Ankarai Egyetemen, ahol 1992-ben végzett.
Előbb az isztambuli városi színházban játszott, majd 2005-ben feleségével, Özlem Daltabannal és Suha Bilallal megalapította a   DOT színházi kört. Itt színészként, rendezőként és művészeti igazgatóként vesz részt a szinház munkájában, amelyik az in-yer-face vagy cool dráma színházi mozgalomhoz kapcsolódó darabokat ad elő nyitott színpadon, lehetővé téve a hajlékonyságot és kreativitást.
Egy fia van, Arda Kuzgun (2004).

## Díjak
- 4. Sinematurk Festival: Legjobb mellékszereplő (film: Mrs. Salkım gyémántjai(wd) Tomris Giritlioğlu(wd) rendezésében)